# Birra Castello
Birra Castello is een onafhankelijke Italiaanse brouwerij in San Giorgio di Nogaro in Friuli.

## Geschiedenis
Birra Castello S.p.A werd in 1997 opgericht door de overname van een vestiging van Heineken Italia (oorspronkelijk van Birra Moretti) in San Giorgio di Nogaro. 
In 2006 heeft Birra Castello de historische brouwerij  Fabbrica di Birra di Pedavena uit Pedavena overgenomen van Heineken. Deze brouwerij werd opgericht in 1897.
De oorspronkelijke flessen en etiketten van Birra Castello zijn later vervangen door moderne ontwerpen (de flessen door Giugiaro Design en de etiketten door Auge Design).

## Bieren
Anno 2017 bestaat het assortiment uit:
- "La Decisa" (helder lagerbier van lage gisting, 4,8 alcoholpercentage en 11 graden Plato)
- "La Forte" (doppio malto ("dubbel malt"), lichtgeel, 6,7% en 15°P)
- "L'Intensa" (doppio malto, donkerrood, 6,7% en 15°P )
- Radler (2%, citroensmaak)

Fabbrica di Pedavena produceert verder:
- "Birra Dolomiti" (diverse soorten)
- "Superior Pils"
- "Pedavena"